# Ágas (település)
Ágas (románul: Agăș) falu Romániában, Moldvában, Bákó megyében.
Községközpont, közigazgatásilag még hét másik település tartozik hozzá.

## Fekvése
A Tarkő-hegység és a Csíki-havasok között, a Tatros völgyében, Kománfalvától 20 km-re északnyugatra fekvő település. Keresztülhalad rajta a DN12A főút.

## Leírása
Ágas nevét 1757-ben említették először. Lakosai nagyrészt fafeldolgozással foglalkoznak.[forrás?]

## Demográfia
- A 2002 évi népszámláláskor a településnek 6668 lakosa volt, melyből 204 magyar, 6430 román, 11 cigány, 1 német volt. Ebből 6306 ortodox, 332 római katolikus, 1 református volt.
- 2011-ben a község 5651 lakosából 315 fő (5,57%) vallotta magát magyar anyanyelvűnek.[2]